# Козлов Михайло Анатолійович
Михайло Анатолійович Козлов (рос. Михаил Анатольевич Козлов; народився 26 січня 1987 у м. Горький, СРСР) — російський хокеїст, захисник. Виступає за «Бейбарис» (Атирау) у чемпіонаті Казахстану.

## З життєпису
Вихованець хокейної школи «Торпедо» (Нижній Новгород). Виступав за «Торпедо» (Нижній Новгород), ХК «Бєлгород», ХК «Брест», «Шинник» (Бобруйськ), ХК «Могильов», «Динамо» (Харків) «Хімік-СКА» (Новополоцьк).